# Said Bakkati
Said Bakkati (Groninga, 23 marzo 1982) è un allenatore di calcio ed ex calciatore olandese, di ruolo difensore.

## Palmarès

### Giocatore

#### Competizioni nazionali
- Eerste Divisie: 1

PEC Zwolle: 2011-2012